# Batalla de Lipantitlán

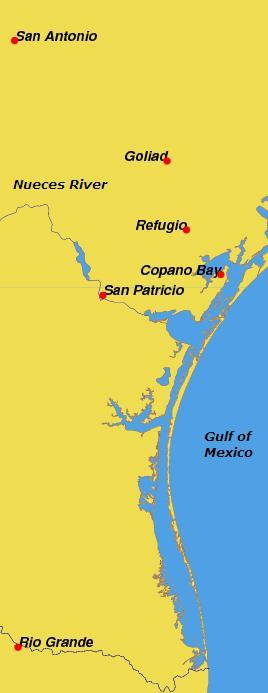
La guarnición texana en Goliad estaba a 90 km de San Patricio. El Fuerte Lipantitlán se encontraba cruzando el río Nueces frente a San Patricio.

La batalla de Lipantitlán, también llamada batalla del cruce del río Nueces, se desarrolló a la vera del río Nueces el 4 de noviembre de 1835 entre el ejército mexicano y los insurgentes texanos, y fue parte de las acciones por la  Independencia de Texas.  Luego de la victoria texana en la batalla de Goliad, solo dos guarniciones mexicanas quedaban en Texas, el Fuerte Lipantitlán cerca de San Patricio y la Misión El Álamo en San Antonio de Béxar (en lo que hoy es San Antonio en el estado de Texas, Estados Unidos). El comandante texano Philip Dimmitt ordenó a su ayudante el Capitán Ira Westover, capturar el fuerte, para evitar que Lipantitlán pudiera servir de base al ejército mexicano para intentar recapturar Goliad y además liberar dos de sus hombres que estaban prisioneros en el fuerte.
Nicolás Rodríguez comandante del Fuerte Lipantitlán, había recibido órdenes de acosar a las tropas texanas en Goliad. Rodríguez junto con el grueso de su tropa salieron de expedición; mientras estaban ausentes del fuerte, el grupo al mando de Westover llegó a San Patricio. El 3 de noviembre, un local persuadió a la guarnición mexicana a rendirse, y al día siguiente los texanos desarmaron el fuerte. Rodríguez regresó cuando los texanos cruzaban el río Nueces en su camino de regreso a Goliad. Las tropas mexicanas atacaron, pero dado el mayor alcance de los fusiles texanos, pronto los mexicanos decidieron retirarse. En el enfrentamiento fue herido un texano, de 3 a 5 soldados mexicanos murieron, y otros 14 a 17 resultaron heridos.
A los soldados mexicanos heridos, se les permitió buscar atención médica en San Patricio, y el resto de los soldados se retiraron a Matamoros. A partir de ese momento, los Texanos tuvieron control total de la Costa Texana del Golfo, lo que significó que las tropas en San Antonio de Béxar solo podrían recibir refuerzos y provisiones desde tierra adentro. El Historiador Bill Gronenman cree que esto contribuyó a la eventual derrota mexicana en Béxar, en donde se expulsaron de Texas a todas las tropas mexicanas. Este sitio es ahora un lugar histórico en Texas.
Una fuerza de unos setenta hombres de la Brigada de Ira J. Westover de Texas se enfrentó a un contingente mexicano de unos 90 hombres al mando del Capitán Nicolás Rodríguez. A pesar de la victoria texana, el Capitán Rodríguez y una gran parte de la guarnición no fueron tomados prisioneros, por lo que en breve, los mexicanos volvieron a ocupar la fortaleza.

## Antecedentes
El Fuerte Lipantitlán fue construido en las tierras de un viejo lugar de campamentos a lo largo de la costa del oeste del río Nueces en la costa del Golfo de Texas. El sitio fue ocupado originalmente por una tribu nómada de apaches llamados Lipan durante sus visitas periódicas. Después de que los apaches abandonaron el área, el lugar fue usado por misionarios, unidades militares y comerciantes en camino entre México y Texas. En 1825 o 1826, oficiales mexicanos construyeron un fuerte improvisado al cual llamaron Lipantitlán en honor a la tribu apache Lipan.
De acuerdo a John J. Linn, "el fuerte era un simple terraplén de tierra, la cual se mantenía en su lugar por una cerca, y que habría servido bastante bien para una piara de cerdos". El lugar estaba rodeado por una zanja; y justo fuera de la zanja había unas chozas de adobe y madera para los oficiales y sus familias.
Entre 80 y 125 soldados de la 2.ª compañía activa de Tamaulipas se mantenían en el fuerte. Ellos cobraban derechos aduanales y ofrecían protección a San Patricio, un pequeño poblado de colonos Irlandeses y Mexicanos ubicado a aproximadamente 4.8 km al sur. Otros regimientos más pequeños estaban posicionados en Copano Bay y Refugio, con una fuerza mayor en el presidio de La Bahía en Goliad.